# Hydropsyche aenigma
Hydropsyche aenigma là một loài Trichoptera trong họ Hydropsychidae. Chúng phân bố ở miền Tân bắc.